# Pampia
Pampia fue un antiguo microcontinente o terrano que chocó con el cratón del Río de la Plata y el cratón del río Apa durante la orogenia pampeana de finales del Proterozoico y el Cámbrico temprano. Fue uno de los primeros terranos en ser amalgamados a los viejos cratones del este, y fue seguida por la sutura de los terranos Cuyania y Chilenia en la joven placa de América del Sur.